# Triplicate
Triplicate (с англ. — «Тройной») — тридцать восьмой студийный альбом американского музыканта Боба Дилана, впущенный 31 марта 2017 года на лейбле Columbia Records.
Как и два предыдущих студийных альбома музыканта, Triplicate представляет собой сборник каверов на классические американские песни, записанные вживую с его гастрольной группой и без использования наложений. Triplicate является первым трёхдисковым альбомом Дилана, в общей сложности включающим тридцать песен. Каждый из дисков имеет собственное название и представлен в тематически упорядоченной последовательности из 10 композиций.
В поддержку альбома были выпущены три цифровых сингла — «I Could Have Tell You», «My One and Only Love» и «Stardust» (релиз «I Could Have tell You» также состоялся в формате промосингла). Для всех трёх были созданы специальные музыкальные видео, в котором грампластинки воспроизводятся в виниловом проигрывателе.
Как и два предыдущих альбома Дилана, Triplicate получил высокие оценки от музыкальных критиков, а также был номинирован на премию «Грэмми» в категории «Лучший традиционный вокальный поп-альбом». Тем не менее, несмотря на крайне положительные отзывы он достиг лишь 37-го места в чарте Billboard 200 и 17-го в британском хит-параде UK Albums Chart.

## Предыстория
Вслед за Shadows in the Night (2015) и Fallen Angels (2016), Triplicate был его третьим альбомом Дилана, выпущенным за три года, состоящим полностью из «стандартов» «Великого американского песенника». По словам музыканта, первые два альбома «были только частью картины», и он счёл необходимым изучить эту музыку более подробно. Хотя песни могли бы поместиться на двух компакт-дисках, Дилан хотел, чтобы каждый диск был длиной всего 32 минуты, поскольку он считал, что некоторые из его предыдущих альбомов были «перегружены», что приводило к «тонкому» качеству звука на виниле. Диски были разделены по тематическому принципу, причём «каждый предвещал следующий».
Альбом был записаны на лос-анджелесской студии Capitol Studios с гастрольной группой Дилана, без использования наложений. По словам музыканта, песни исполнялись «строго» в соответствии с нотными аранжировками, и во время звукозаписывающих сессий практически не было импровизаций.

## Отзывы критиков
| Совокупная оценка | Совокупная оценка |
| Источник          | Оценка            |
| ----------------- | ----------------- |
| AnyDecentMusic?   | 7.6/10            |
| Metacritic        | 80/100            |
| Оценки критиков   |                   |
| Источник          | Оценка            |
| AllMusic          | [ 9 ]             |
| Drowned in Sound  | 8/10              |
| Exclaim!          | 8/10              |
| The Guardian      | [ 12 ]            |
| The Irish Times   | [ 13 ]            |
| Now               | [ 14 ]            |
| Pitchfork         | 6.5/10            |
| Rolling Stone     | [ 16 ]            |
| Slant Magazine    | [ 17 ]            |
| The Times         | [ 18 ]            |

Как и два предыдущих альбома Дилана, записанных в схожем стиле, Triplicate получил высокие оценки от музыкальных СМИ. Так, его рейтинг на портале Metacritic составляет 80 % (основанный на 21 рецензии), что сопоставимо со статусом «в целом благоприятные отзывы». На аналогичном портале AnyDecentMusic?, который собирает отзывы из более 50 информационных источников, альбом набрал 7,6 балла из 10.
В рецензии для The Guardian критик Джон Деннис назвал Дилана «призмой, через которую американская музыка раскрывается новыми и увлекательными способами», отметив, что «музыканта не пугает родословная» выбранного материала. Микал Гилмор из Rolling Stone заявил, что Дилан «владеет построением фразы так же эффектно, как и сам Синатра». В свою очередь, обозреватель Slant Magazine Джереми Вайноград написал, что музыкант «вдохнул новую жизнь в эти песни, раскопав или, по крайней мере, заново открыв, их эмоциональную значимость». Стивен Томас Эрлевайн из AllMusic отметил, что альбом «утверждает Дилана в статусе одного из самых выдающихся интерпретаторов великого американского песенника».
Тем не менее, ряд критиков оценили альбом более сдержанно. Майк Пауэлл из Pitchfork написал, что «баллады, какими бы прекрасными они ни были, иногда кажутся статичными, лишёнными того внутреннего мира, который открывают такие певцы, как Джонни Хартман или, скажем, Вилли Нельсон, чей собственный альбом стандартов „Stardust“ является вершиной подобных проектов». В рецензии, озаглавленной «Боб Дилан должен перестать перепевать песни и вернуться к сочинению собственных», публицист газеты The Telegraph Нил Маккормик писал, что «„Triplicate“ — это потворство музыканта собственным желаниям, представляющее интерес только для коллекционеров», отметив, что «вы можете втянуться в самобытный ритм Дилана, поддавшись лирическому настроению, и послушать этим великолепные старые песни снова», но подобных сборников Дилана стало слишком много «[на первых порах] нам может быть интересно почитать стихи Пикассо или послушать песенник Пинтера, но никому не нужны пять томов подобного материала. Теперь, несомненно, пришло время выяснить, что всё это приносит в собственное оригинальное искусство Дилана. Нобелевскую премию он получил не за перепевку песен».

## Список композиций
| №                   | Название                               | Автор(ы)                              | Длительность |
| ------------------- | -------------------------------------- | ------------------------------------- | ------------ |
| 1.                  | «I Guess I'll Have to Change My Plans» | Arthur Schwartz, Howard Dietz         | 2:27         |
| 2.                  | «September of My Years»                | Jimmy Van Heusen, Sammy Cahn          | 3:25         |
| 3.                  | «I Could Have Told You»                | Carl Sigman, Jimmy Van Heusen         | 3:37         |
| 4.                  | «Once Upon a Time»                     | Charles Strouse, Lee Adams            | 3:37         |
| 5.                  | «Stormy Weather»                       | Harold Arlen, Ted Koehler             | 3:05         |
| 6.                  | «This Nearly Was Mine»                 | Richard Rodgers, Oscar Hammerstein II | 2:48         |
| 7.                  | «That Old Feeling»                     | Sammy Fain, Lew Brown                 | 3:38         |
| 8.                  | «It Gets Lonely Early»                 | Van Heusen, Cahn                      | 3:10         |
| 9.                  | «My One and Only Love»                 | Guy Wood, Robert Mellin               | 3:21         |
| 10.                 | «Trade Winds»                          | Cliff Friend, Charles Tobias          | 2:40         |
| Общая длительность: | Общая длительность:                    | Общая длительность:                   | 31:48        |

| №                   | Название                    | Автор(ы)                                 | Длительность |
| ------------------- | --------------------------- | ---------------------------------------- | ------------ |
| 1.                  | «Braggin'»                  | Jimmy Shirl, Robert Marko, Henry Katzman | 2:44         |
| 2.                  | «As Time Goes By»           | Herman Hupfeld                           | 3:22         |
| 3.                  | «Imagination»               | Van Heusen, Johnny Burke                 | 2:34         |
| 4.                  | «How Deep Is the Ocean?»    | Irving Berlin                            | 3:23         |
| 5.                  | «P.S. I Love You»           | Gordon Jenkins, Johnny Mercer            | 4:17         |
| 6.                  | «The Best Is Yet to Come»   | Cy Coleman, Carolyn Leigh                | 2:57         |
| 7.                  | «But Beautiful»             | Van Heusen, Burke                        | 3:22         |
| 8.                  | «Here's That Rainy Day»     | Van Heusen, Burke                        | 3:27         |
| 9.                  | «Where Is the One?»         | Alec Wilder, Edwin Finckel               | 3:14         |
| 10.                 | «There's a Flaw in My Flue» | Van Heusen, Burke                        | 2:47         |
| Общая длительность: | Общая длительность:         | Общая длительность:                      | 32:07        |

| №                   | Название                             | Автор(ы)                                | Длительность |
| ------------------- | ------------------------------------ | --------------------------------------- | ------------ |
| 1.                  | «Day In, Day Out»                    | Rube Bloom, Mercer                      | 3:01         |
| 2.                  | «I Couldn't Sleep a Wink Last Night» | Harold Adamson, Jimmy McHugh            | 3:15         |
| 3.                  | «Sentimental Journey»                | Les Brown, Ben Homer, Bud Green         | 3:11         |
| 4.                  | «Somewhere Along the Way»            | Van Heusen, Sammy Gallop                | 3:18         |
| 5.                  | «When the World Was Young»           | Philippe-Gérard, Angèle Vannier, Mercer | 3:47         |
| 6.                  | «These Foolish Things»               | Eric Maschwitz, Jack Strachey           | 4:11         |
| 7.                  | «You Go to My Head»                  | John Frederick Coots, Haven Gillespie   | 3:06         |
| 8.                  | «Stardust»                           | Hoagy Carmichael, Mitchell Parish       | 2:30         |
| 9.                  | «It's Funny to Everyone But Me»      | Jack Lawrence                           | 2:38         |
| 10.                 | «Why Was I Born?»                    | Jerome Kern, Hammerstein II             | 2:50         |
| Общая длительность: | Общая длительность:                  | Общая длительность:                     | 31:47        |

| №   | Название                        | Автор(ы)                                | Длительность |
| --- | ------------------------------- | --------------------------------------- | ------------ |
| 1.  | «The Best Is Yet to Come»       | Cy Coleman, Carolyn Leigh               | 2:58         |
| 2.  | «These Foolish Things»          | Eric Maschwitz, Jack Strachey           | 4:11         |
| 3.  | «It's Funny to Everyone But Me» | Jack Lawrence                           | 2:39         |
| 4.  | «When the World Was Young»      | Philippe-Gérard, Angèle Vannier, Mercer | 3:47         |
| 5.  | «I Could Have Told You»         | Carl Sigman, Jimmy Van Heusen           | 3:40         |
| 6.  | «Sentimental Journey»           | Les Brown, Ben Homer, Bud Green         | 3:12         |
| 7.  | «That Old Feeling»              | Sammy Fain, Lew Brown                   | 3:39         |
| 8.  | «My One and Only Love»          | Guy Wood, Robert Mellin                 | 3:24         |
| 9.  | «Stardust»                      | Hoagy Carmichael, Mitchell Parish       | 2:35         |
| 10. | «Once Upon a Time»              | Charles Strouse, Lee Adams              | 3:35         |

## Чарты
| Чарт (2017)                         | Высшая позиция |
| ----------------------------------- | -------------- |
| Австралия (ARIA)                    | 36             |
| Австрия (Ö3 Austria)                | 4              |
| Бельгия/Фландрия (Ultratop)         | 7              |
| Бельгия/Валлония (Ultratop)         | 33             |
| Канада (Canadian Albums Chart)      | 57             |
| Дания (Hitlisten)                   | 25             |
| Нидерланды (Album Top 100)          | 5              |
| Финляндия (Suomen virallinen lista) | 26             |
| Франция (SNEP)                      | 20             |
| Германия (Offizielle Top 100)       | 7              |
| Греция (IFPI)                       | 8              |
| Ирландия (IRMA)                     | 5              |
| Италия (Classifica album)           | 9              |
| Новая Зеландия (RMNZ)               | 27             |
| Норвегия (VG-lista)                 | 10             |
| Португалия (AFP)                    | 5              |
| Шотландия (Scottish Albums Chart)   | 7              |
| Испания (PROMUSICAE)                | 7              |
| Швеция (Sverigetopplistan)          | 3              |
| Швейцария (Schweizer Hitparade)     | 10             |
| Великобритания (UK Albums Chart)    | 17             |
| США (Billboard 200)                 | 37             |
| США (Billboard Top Rock Albums)     | 5              |

| Чарт (2017)                        | Позиция |
| ---------------------------------- | ------- |
| Belgian Albums (Ultratop Flanders) | 131     |